# Брајаково Брдо
Брајаково Брдо је насељено место у саставу општине Нетретић у Карловачкој жупанији, Република Хрватска.

## Историја
До територијалне реорганизације у Хрватској налазило се у саставу старе општине Дуга Реса.

## Становништво
На попису становништва 2011. године, Брајаково Брдо је имало 116 становника.

## Попис1991.
На попису становништва 1991. године, насељено место Брајаково Брдо је имало 208 становника, следећег националног састава:
| Попис 1991.‍ | Попис 1991.‍ | Попис 1991.‍ | Попис 1991.‍ | Попис 1991.‍ |
| ----------- | ----------- | ----------- | ----------- | ----------- |
|             |             |             |             |             |
| Хрвати      | Хрвати      |             | 200         | 96,15%      |
| Срби        | Срби        |             | 2           | 0,96%       |
| Немци       | Немци       |             | 1           | 0,48%       |
| непознато   | непознато   |             | 5           | 2,40%       |
| укупно: 208 |             |             |             |             |